# Секикава

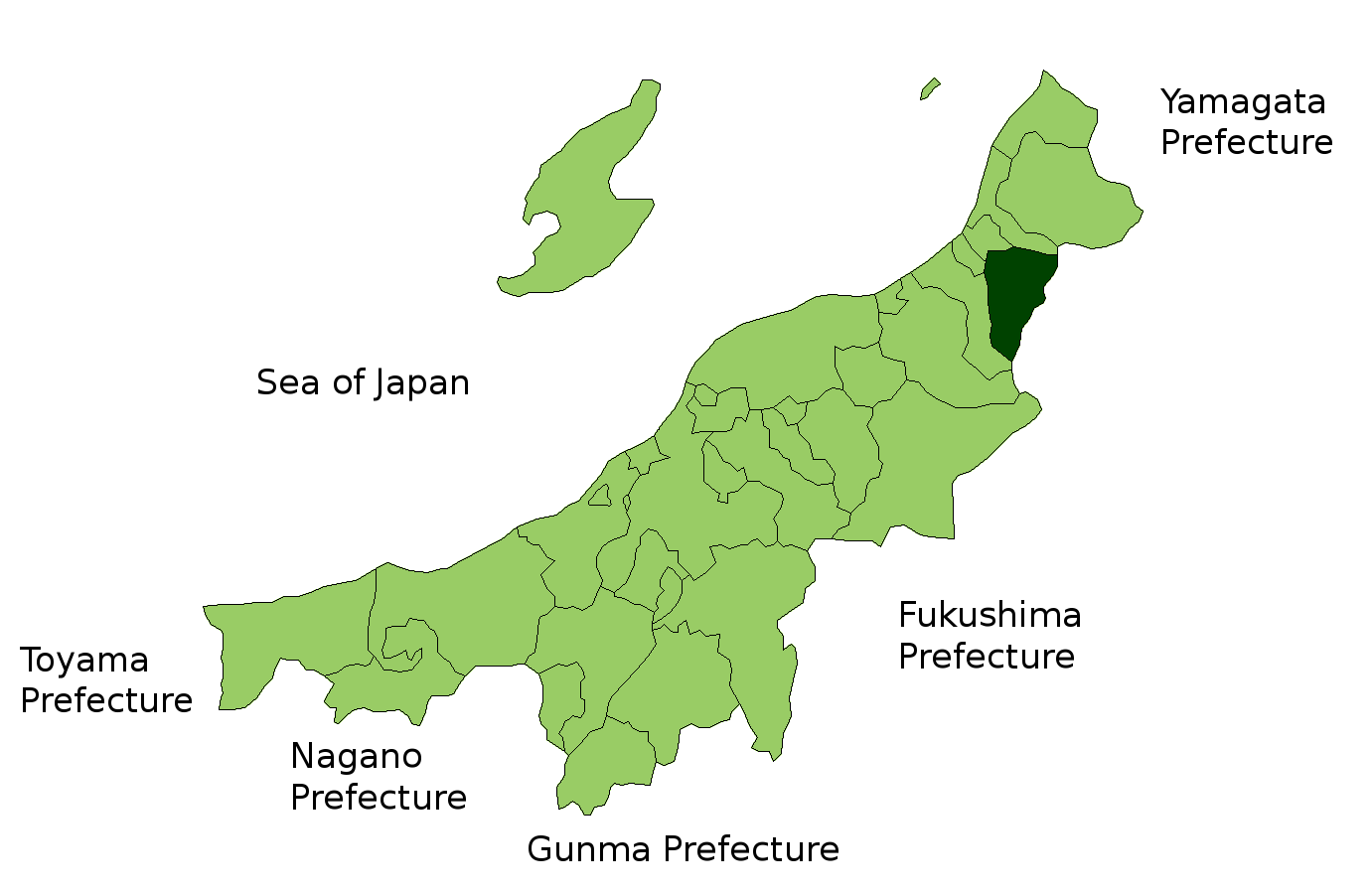
Сэкикава на карте префектуры Ниигата

Сэкикава (яп. 関川村 Сэкикава-мура) — село в уезде Ивафунэ в северо-восточной части префектуры Ниигата, Япония. Площадь села составляет 299,61 км², население — 5979 человек (1 августа 2014), плотность населения — 19,96 чел./км².

## География
Сэкикава находится в гористой местности на границе с префектурой  Ямагата. В селе расположена гора Эбурисаси горного хребта Идэ. Через Сэкикаву протекают реки Аракава, Оннагава и Ойсикава. На первой находится плотина Таканосу, на последней —  плотина Ойсикава. Село граничит с городами Мураками и Тайнай префектуры Ниигата, а также посёлком Огуни префектуры Ямагата.

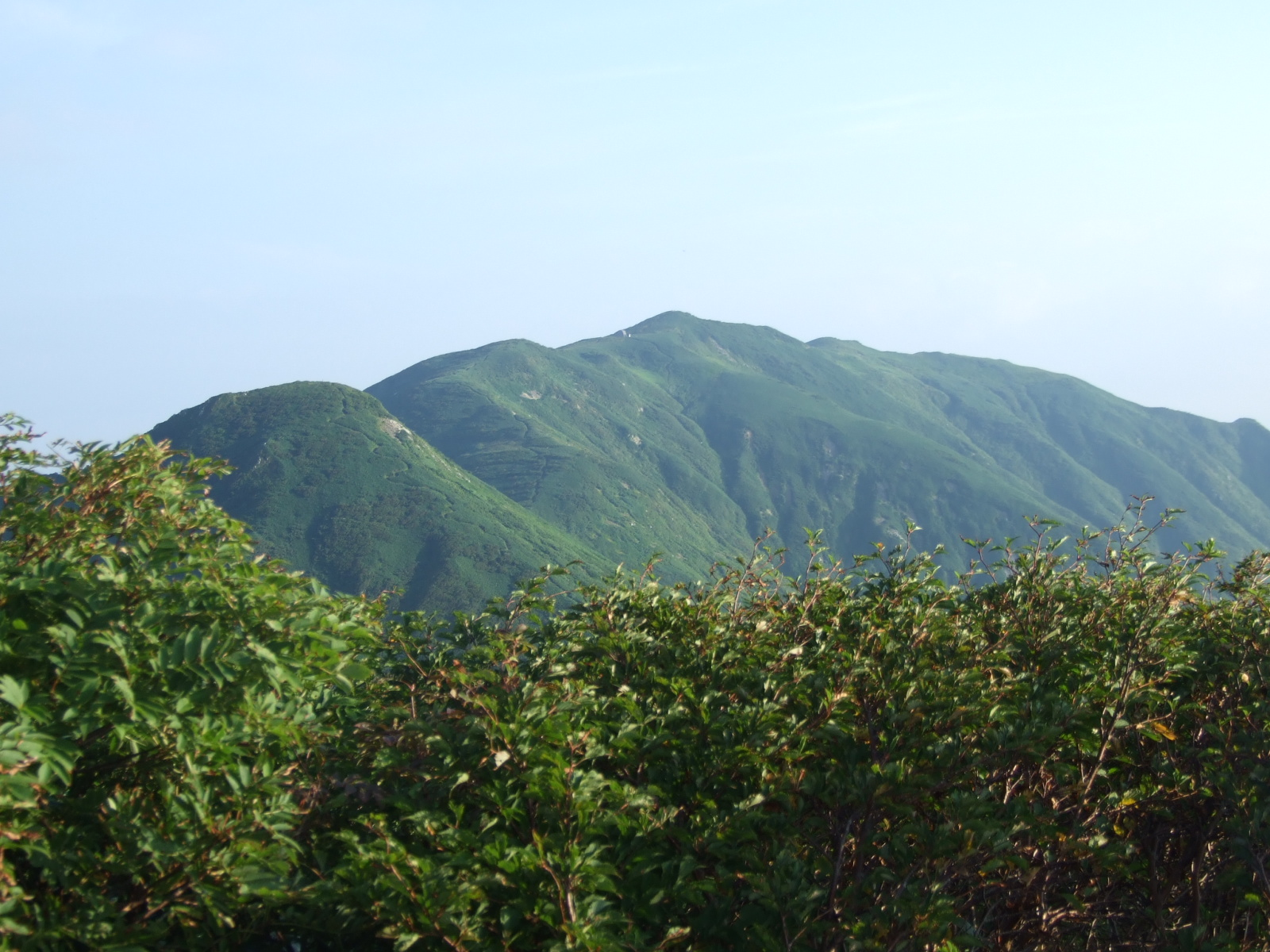
Гора Эбурисаси

## Демография
На момент 1 октября 2020 года население Сэкикавы составляло 5144 человека..  

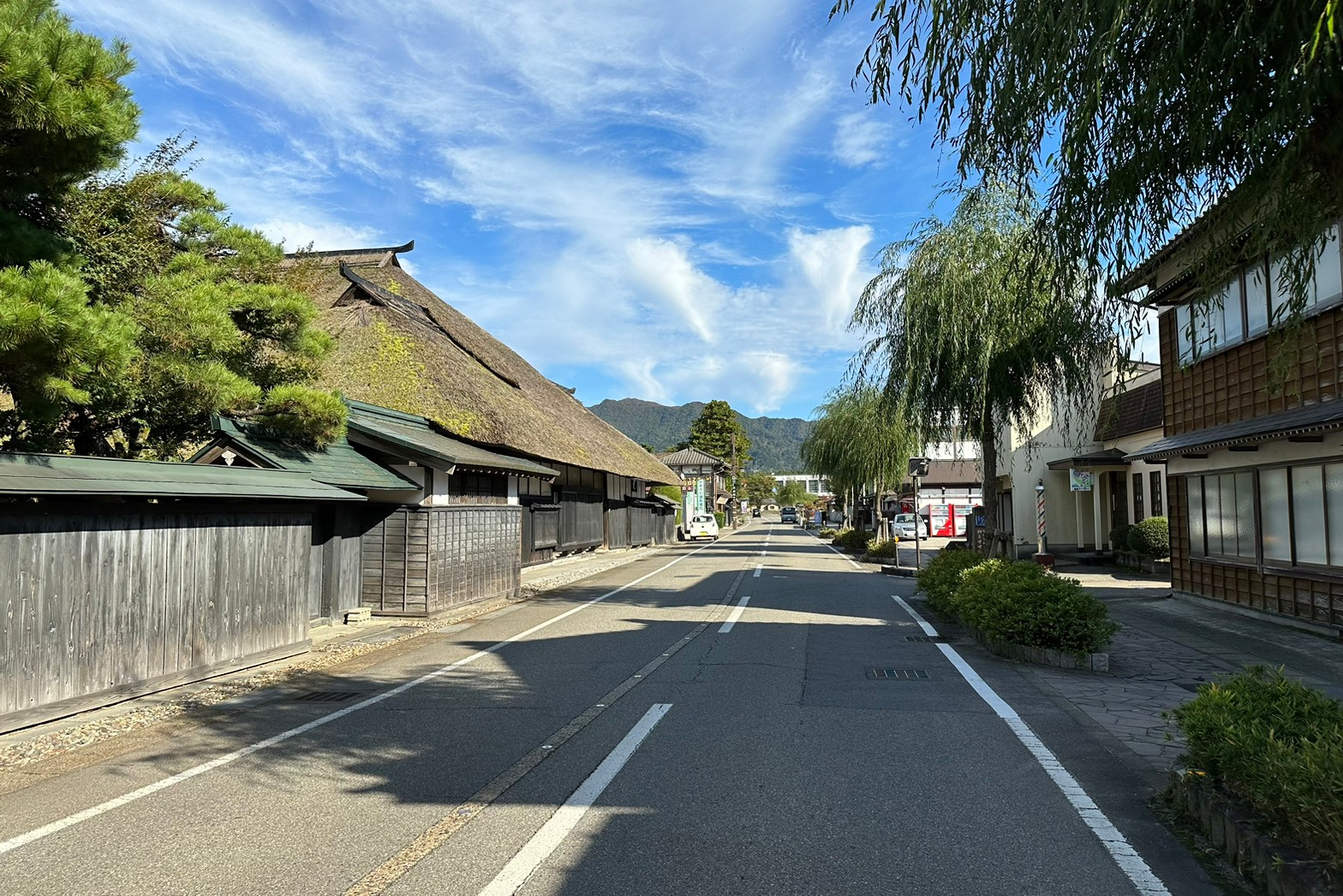
Улица в Сэкикаве

Изменение численности населения с 1980 по 2005 годы:
| 1980 | 8638 чел. |  |
| 1985 | 8427 чел. |  |
| 1990 | 8094 чел. |  |
| 1995 | 7781 чел. |  |
| 2000 | 7510 чел. |  |
| 2005 | 7019 чел. |  |

## История
Район современной Сэкикавы был частью исторической провинции Этиго. В период Эдо бо́льшая часть территории принадлежала княжеству Ёнэдзава. После реставрации Мэйдзи местность была включена в состав уезда Ивафунэ. 1 ноября 1901 года деревни Сэки, Ситикатани и Кукатани были объединены в деревню Сэкитани. 1 августа 1954 года деревни Сэкитани и Оннагава объединились в деревню Сэкикава.

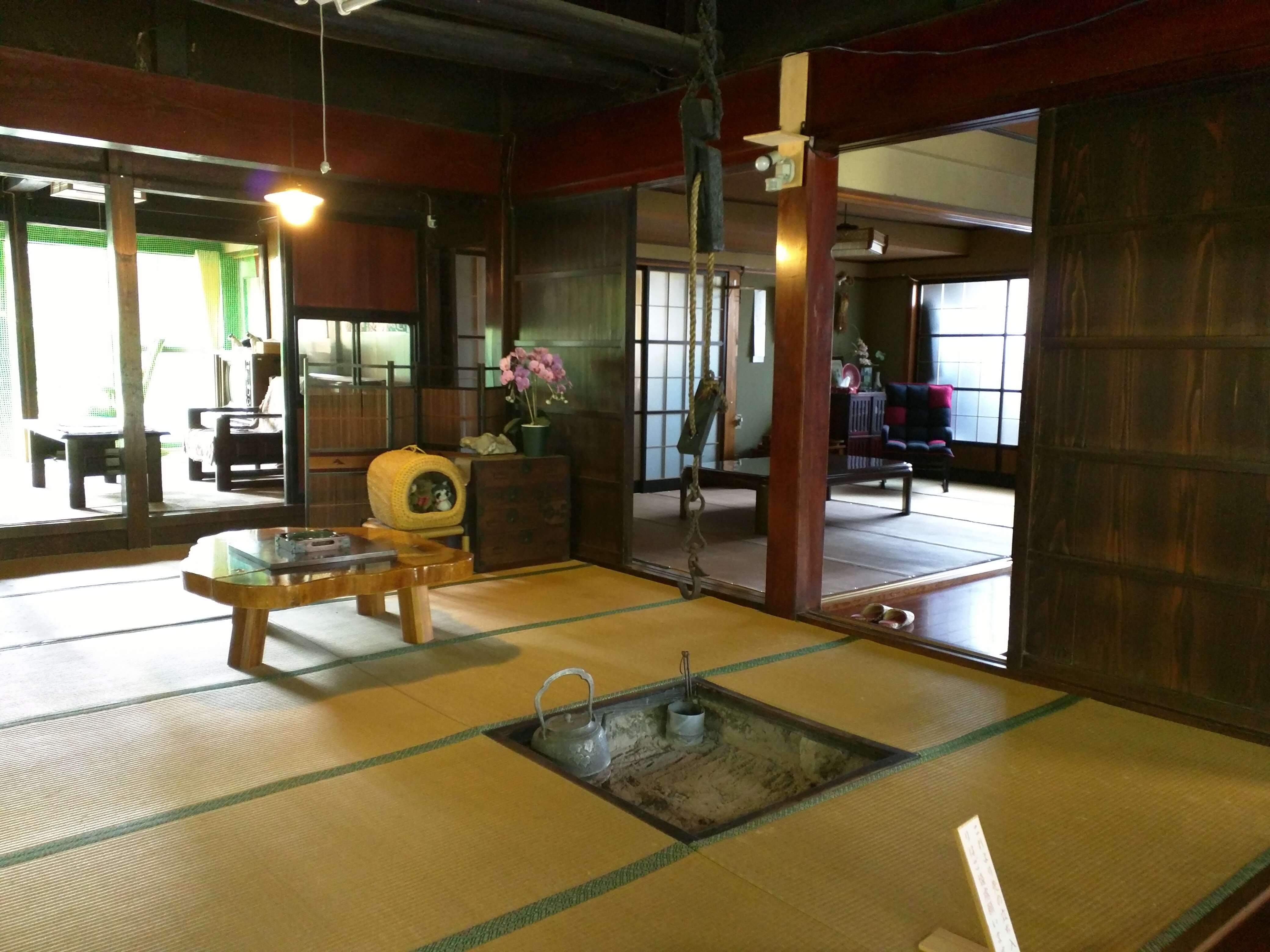
Традиционный дом в Сэкикаве

## Экономика
На реках Аракава и Ойси построены гидроэлектростанции, но главное место в экономике Сэкикавы занимает сельское хозяйство.

## Образование
В Сэкикаве есть одна начальная и одна средняя школа. Старшей школы в селе нет.

## Транспорт

### Железные дороги
- East Japan Railway Company - Линия Ёнэсака.

В селе работают железнодорожные станции Этиго-Канамару, Этиго-Катакай, Этиго-Симосэки и Этиго-Осима.

### Автодороги
Через Сэкикаву проходят Национальные дороги 113 и 290.

## Достопримечательности
- Деревня горячих источников Аракава:
  - Такасэ-онсэн;
  - Юсава-онсэн;
  - Кира-онсэн;
  - Таканосу-онсэн.
- Кира-дзиндзя.

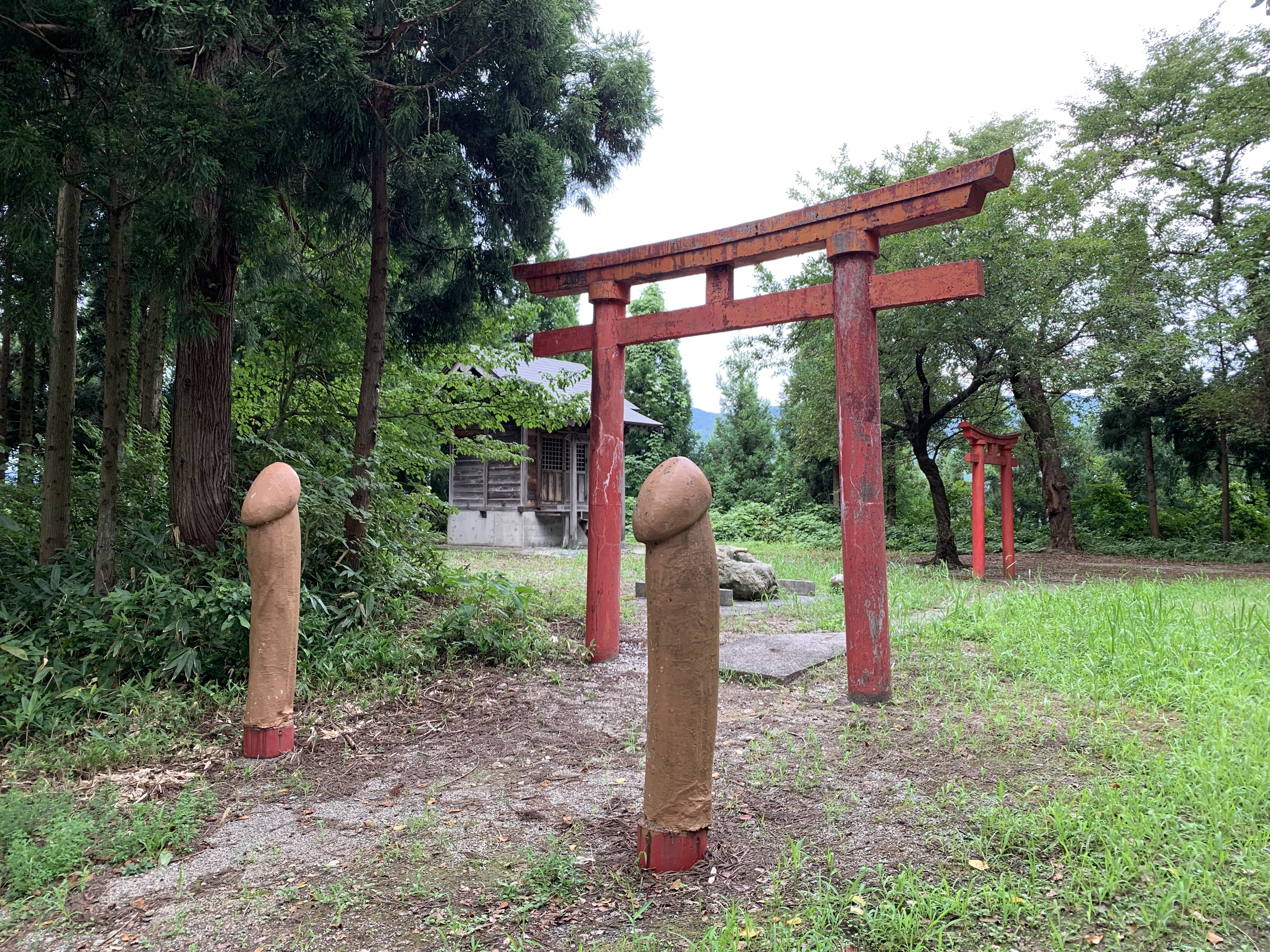
Кира-дзиндзя

Местные жители традиционно плетут соломенные кошачьи домики нэкотигура.

## Известные личности
- Ито, Сададзи — бывший мэр Хиросимы.